# Donazioni di Alessandria
     Territori egizi prima del 37 a.C. (Egitto e Cipro)
     Territori egizi dal 37 a.C. (Cirenaica, Celesiria, Fenicia e territori tolti al Regno nabateo di Malco I)
     Territori egizi dal 34 a.C. (Creta, Cilicia, Siria e Armenia)
     Territori egizi solo nominalmente (Libia, Media e Partia)
     Province (Macedonia, Acaia, Asia e Bitinia)
 Regni clienti (Bosforo di Asandro, Ponto di Polemone, Galazia di Aminta, Cappadocia di Archelao, Commagene di Mitridate e Giudea di Erode)

Territori egizi di Cleopatra e territori romani di Marco Antonio all'epoca delle donazioni di Alessandria. Legenda:
Territori egizi
Territori egizi prima del 37 a.C. (Egitto e Cipro)
Territori egizi dal 37 a.C. (Cirenaica, Celesiria, Fenicia e territori tolti al Regno nabateo di Malco I)
Donazioni di Alessandria
Territori egizi dal 34 a.C. (Creta, Cilicia, Siria e Armenia)
Territori egizi solo nominalmente (Libia, Media e Partia)
Territori romani di Marco Antonio
Province (Macedonia, Acaia, Asia e Bitinia)

Le donazioni di Alessandria (autunno del 34 a.C.) furono una dichiarazione teopolitica effettuata da Cleopatra e Marco Antonio, con cui si sanciva la distribuzione sia dei territori appena conquistati dal condottiero romano a seguito della sua guerra con i Parti, sia di alcuni dominii orientali della Repubblica romana affidati allo stesso Antonio in ossequio agli accordi del triumvirato da lui costituito con Cesare Ottaviano e Marco Emilio Lepido, tra i figli di Cleopatra, assieme a numerosi titoli regali. In particolare ne beneficiò Cesarione, figlio che la regina tolemaica avrebbe avuto con Giulio Cesare, che nel corso della cerimonia venne proclamato solennemente il vero erede di Cesare. Le donazioni causarono una rottura definitiva delle relazioni tra Marco Antonio e Roma e furono tra le cause della guerra civile romana.

## Contesto storico
Le donazioni di Alessandria seguirono la conclusione delle campagne militari di Antonio nell'Impero partico e nel Regno d'Armenia. Egli, pur avendo fallito alquanto miseramente nella soggiogazione dei Parti, era riuscito nondimeno nella conquista dell'intera Armenia e, volendo fare leva proprio su questo suo successo, indisse per sé un grande festeggiamento, simile ad un trionfo romano - benché una cosa del genere, per legge, un condottiero romano avrebbe potuto effettuarla soltanto all'interno delle mura dell'Urbe e dietro autorizzazione del Senato -, con sé stesso che, vestito ad immagine e somiglianza del dio Dioniso, tenne un sontuoso banchetto pubblico, facendo sfilare inoltre il sovrano armeno Artavaside II - sconfitto in battaglia - in catene per le strade della capitale tolemaica con il seguito della famiglia reale armena al completo, condotti poi al cospetto di Cleopatra affinché si prostrassero ai suoi piedi in segno di sottomissione, e che pare che al loro rifiuto sdegnato la regina tolemaica s'infuriò profondamente.

## Le donazioni
Per la fine dei festeggiamenti, l'intera città fu convocata presso il ginnasio di Alessandria, dove Antonio e Cleopatra, abbigliati rispettivamente come Dioniso-Osiride e come Iside-Afrodite, sedevano su troni d'oro. Cesarione fu vestito da Horus, figlio di Iside. Anche gli altri figli erano vestiti secondo i nuovi regni che sarebbero andati a governare. Antonio proclamò Cleopatra regina d'Egitto, Cipro, Libia e Celesiria.
Le donazioni erano così articolate:
- Alessandro Elio fu nominato re di Armenia, Media e Partia (queste ultime nominali);
- la sua gemella Cleopatra Selene II fu nominata regina di Creta,[1] Cirenaica[1] e Libia (quest'ultima nominale);
- Tolomeo Filadelfo fu messo a capo di Cilicia,[1] Siria[1] e Fenicia;
- Cleopatra fu proclamata regina dei re e regina d'Egitto, ed avrebbe regnato con il figlio Cesarione;
- Cesarione, essendo figlio di Cleopatra e del deificato Giulio Cesare, fu nominato re dei re e re dell'Egitto; fu anche dichiarato erede legittimo di Giulio Cesare (anche se Cesare stesso nel suo testamento letto pubblicamente in Senato aveva adottato in segreto il giovane pronipote diciottenne Ottaviano nominandolo suo erede e lasciandogli in eredità i tre quarti delle proprie fortune).

## Conseguenze
Antonio mandò un avviso delle donazioni a Roma, sperando che il Senato le avrebbe confermate, cosa che invece si rifiutò di fare. La posizione politica di Ottaviano fu minacciata dal riconoscimento di Cesarione quale erede legittimo del titolo di Cesare. La fonte del potere di Ottaviano era il suo legame con Cesare tramite adozione, il che gli garantiva la popolarità necessaria e la lealtà delle legioni. Ottaviano aumentò gli attacchi contro Marco Antonio e Cleopatra, e decise che il triumvirato, scaduto l'ultimo giorno del 33 a.C., non sarebbe stato rinnovato. Questo portò all'ultima guerra civile della repubblica romana, con la vittoria di Ottaviano che portò all'era imperiale.